# José Ignacio Latorre
José Ignacio Latorre (Barcelona, 1959) és catedràtic de física teòrica a la Universitat de Barcelona i director del Centre de Ciències de Benasque Pedro Pascual. És un dels físics espanyols més reconeguts internacionalment en el camp de la física quàntica. Ha fet aportacions crucials a la teoria de camps i l'entrellaçament quàntic. Les seves principals línies de recerca giren entorn de la informació quàntica, l'entrellaçament, les partícules elementals i la teoria quàntica de camps. Ha rebut diversos premis de recerca. Ha treballat en el MIT, CERN i l'Institut Niels Bohr.
Latorre desenvolupa una incansable tasca divulgadora de la física, en particular, i de la ciència, en general. Ha ofert un gran nombre de conferències per a tota classe de públics a tot el món. Ha estat productor executiu de dos documentals per a televisió (Univers Extrem, dir. Maria T. Soto-Sanfiel, i That 's the story. Roy J. Glauber remembers the making of the atomic bomb, dir. Maria T. Soto-Sanfiel i Oscar Cusó). És, així mateix, autor de dos llibres recents de divulgació (Cuántica, 2017, Ed. Ariel, Barcelona, i La nada o el vacío cuántico, 2017, Ed. El País).
En l'actualitat, construeix un ordinador quàntic amb el seu equip d'investigadors de Barcelona.

## Llibres publicats
- La nada o el vacío cuántico, 2016, Editorial Batíscafo[3]
- Cuántica. Tu futuro en juego, 2017, Editorial Ariel[4]
- Ética para máquinas, 2019, Editorial Ariel[5]